# Пецица
Пеци́ца, или Пези́за (лат. Pezíza) — род грибов-аскомицетов семейства Пецицевые (Pezizaceae). Один из наиболее известных родов группы дискомицетов.

## Описание
Плодовые тела — чашевидные апотеции, с возрастом иногда блюдцевидные, сидячие или на короткой стерильной ножке, тонкие и хрупкие, ломкие, иногда мясистые, от 1—3 до 5—10 см в диаметре. Внешняя стерильная поверхность гладкая или зернистая.
Споры в массе белые. Аски восьмиспоровые, цилиндрической формы, с амилоидным концом. Споры гиалиновые, эллиптические, реже шаровидные, гладкостенные или орнаментированные, у некоторых видов с 1 или 2 масляными каплями. Парафизы с утолщённым концом, окрашенные.
Анаморфы у большинства видов неизвестны.

## Ареал и экология
Род с космополитичным ареалом.
Сапротрофы, произрастающие на почве, на гниющих растительных остатках, изредка на экскрементах.

## Таксономия
Род, по-видимому, сильно полифилетичен, филогенетически в нём чётко выделяются две крупные клады, примерно отвечающие анаморфам двух типов — Chromelosporium и Oedocephalum.

### Синонимы
- Durandiomyces Seaver, 1928
- Galactinia (Cooke) Boud., 1885
- Gonzala Adans. ex Léman, 1821
- Heteroplegma Clem., 1903
- Infundibulum Velen., 1934
- Iotidea Clem., 1909
- Paramitra Benedix, 1962
- Pfistera Korf & W.Y.Zhuang, 1991
- Podaleuris Clem., 1909
- Scodellina Gray, 1821

### Виды
Согласно 10-му изданию «Словаря грибов Эйнсуорта и Бисби», род Пецица включает 104 вида. Некоторые из них:
- Peziza ampliata Pers., 1822 — Пецица расширенная
- Peziza badia Pers., 1800 — Пецица коричневая
- Peziza fimeti (Fuckel) E.C.Hansen, 1877 — Пецица навозная
- Peziza macrospora Wallr., 1833 — Пецица макроспоровая
- Peziza saniosa Schrad. ex J.F.Gmel., 1792 — Пецица тёмно-коричневая
- Peziza sepiatra Cooke, 1875 — Пецица заборная
- Peziza varia (Hedw.) Alb. & Schwein., 1805 — Пецица изменчивая
- Peziza vesiculosa Bull., 1790 — Пецица пузырчатая
- Peziza violacea Pers., 1794 — Пецица фиолетовая